# Paris Masters 2020 - Qualificazioni singolare
Le qualificazioni del singolare del Paris Masters 2020 sono state un torneo di tennis preliminare per accedere alla fase finale della manifestazione. I vincitori dell'ultimo turno sono entrati di diritto nel tabellone principale. In caso di ritiro di uno o più giocatori aventi diritto a questi sono subentrati i lucky loser, ossia i giocatori che hanno perso nell'ultimo turno ma che avevano una classifica più alta rispetto agli altri partecipanti che avevano comunque perso nel turno finale.

## Teste di serie
1. Márton Fucsovics (qualificato)
2. Laslo Đere (ultimo turno, lucky loser)
3. Alejandro Davidovich Fokina (qualificato)
4. Pablo Cuevas (primo turno)
5. Stefano Travaglia (qualificato)
6. Federico Delbonis (qualificato)
7. Marco Cecchinato (qualificato)

1. Salvatore Caruso (ultimo turno, lucky loser)
2. Vasek Pospisil (ultimo turno)
3. Radu Albot (ultimo turno, lucky loser)
4. Marcos Giron (qualificato)
5. Federico Coria (ultimo turno, lucky loser)
6. Yannick Hanfmann (ultimo turno, ritirato)
7. Gianluca Mager (ultimo turno)

## Qualificati
1. Márton Fucsovics
2. Marcos Giron
3. Alejandro Davidovich Fokina
4. Norbert Gombos

1. Stefano Travaglia
2. Federico Delbonis
3. Marco Cecchinato

### Lucky loser
1. Laslo Đere
2. Salvatore Caruso

1. Radu Albot
2. Federico Coria

## Tabellone

### Legenda
| - Q = Qualificato - WC = Wild card - LL = Lucky loser | - ALT = Alternate - SE = Special Exempt - PR = Protected Ranking | - w/o = Walkover - r = Ritirato - d = Squalificato |

### Sezione 1
|  | Primo turno | Primo turno       | Primo turno       | Primo turno | Primo turno |  |  | Ultimo turno | Ultimo turno     | Ultimo turno | Ultimo turno | Ultimo turno |  |
|  |             |                   |                   |             |             |  |  |              |                  |              |              |              |  |
|  | 1           | Márton Fucsovics  | Márton Fucsovics  | 6           | 6           |  |  |              |                  |              |              |              |  |
|  | WC          | Arthur Cazaux     | Arthur Cazaux     | 3           | 1           |  |  | 1            | Márton Fucsovics | 4            | 7            | 6            |  |
|  | WC          | Elliot Benchetrit | Elliot Benchetrit | 0           | 1           |  |  | 9            | Vasek Pospisil   | 6            | 63           | 2            |  |
|  | 9           | Vasek Pospisil    | Vasek Pospisil    | 6           | 6           |  |  |              |                  |              |              |              |  |

### Sezione 2
|  | Primo turno | Primo turno             | Primo turno             | Primo turno | Primo turno |  |  | Ultimo turno | Ultimo turno | Ultimo turno | Ultimo turno | Ultimo turno |  |
|  |             |                         |                         |             |             |  |  |              |              |              |              |              |  |
|  | 2           | Laslo Đere              | Laslo Đere              | 6           | 6           |  |  |              |              |              |              |              |  |
|  | WC          | Antoine Cornut-Chauvinc | Antoine Cornut-Chauvinc | 4           | 2           |  |  | 2            | Laslo Đere   | Laslo Đere   | 65           | 63           |  |
|  |             | Roberto Carballés Baena | Roberto Carballés Baena | 4           | 1           |  |  | 11           | Marcos Giron | Marcos Giron | 7            | 7            |  |
|  | 11          | Marcos Giron            | Marcos Giron            | 6           | 6           |  |  |              |              |              |              |              |  |

### Sezione 3
|  | Primo turno | Primo turno                 | Primo turno                 | Primo turno | Primo turno |  |  | Ultimo turno | Ultimo turno                | Ultimo turno | Ultimo turno | Ultimo turno |  |
|  |             |                             |                             |             |             |  |  |              |                             |              |              |              |  |
|  | 3           | Alejandro Davidovich Fokina | Alejandro Davidovich Fokina | 6           | 6           |  |  |              |                             |              |              |              |  |
|  |             | Paolo Lorenzi               | Paolo Lorenzi               | 1           | 1           |  |  | 3            | Alejandro Davidovich Fokina | 6            | 1            | 6            |  |
|  |             | Marc Polmans                | 6                           | 4           | 62          |  |  | 8            | Salvatore Caruso            | 4            | 6            | 1            |  |
|  | 8           | Salvatore Caruso            | 3                           | 6           | 7           |  |  |              |                             |              |              |              |  |

### Sezione 4
|  | Primo turno | Primo turno          | Primo turno          | Primo turno | Primo turno |  |  | Ultimo turno | Ultimo turno   | Ultimo turno | Ultimo turno | Ultimo turno |  |
|  |             |                      |                      |             |             |  |  |              |                |              |              |              |  |
|  | 4           | Pablo Cuevas         | Pablo Cuevas         | 4           | 4           |  |  |              |                |              |              |              |  |
|  |             | Norbert Gombos       | Norbert Gombos       | 6           | 6           |  |  |              | Norbert Gombos | 7            | 4            | 6            |  |
|  |             | Alessandro Giannessi | Alessandro Giannessi | 5           | 4           |  |  | 10           | Radu Albot     | 5            | 6            | 4            |  |
|  | 10          | Radu Albot           | Radu Albot           | 7           | 6           |  |  |              |                |              |              |              |  |

### Sezione 5
|  | Primo turno | Primo turno        | Primo turno | Primo turno | Primo turno |  |  | Ultimo turno | Ultimo turno      | Ultimo turno      | Ultimo turno | Ultimo turno |  |
|  |             |                    |             |             |             |  |  |              |                   |                   |              |              |  |
|  | 5           | Stefano Travaglia  | 6           | 4           | 7           |  |  |              |                   |                   |              |              |  |
|  |             | Pedro Sousa        | 3           | 6           | 63          |  |  | 5            | Stefano Travaglia | Stefano Travaglia | 6            | 7            |  |
|  |             | Daniel Elahi Galán | 6           | 3           | 4           |  |  | 14           | Gianluca Mager    | Gianluca Mager    | 2            | 5            |  |
|  | 14          | Gianluca Mager     | 3           | 6           | 6           |  |  |              |                   |                   |              |              |  |

### Sezione 6
|  | Primo turno | Primo turno             | Primo turno             | Primo turno | Primo turno |  |  | Ultimo turno | Ultimo turno      | Ultimo turno | Ultimo turno | Ultimo turno |  |
|  |             |                         |                         |             |             |  |  |              |                   |              |              |              |  |
|  | 6           | Federico Delbonis       | 7                       | 3           | 7           |  |  |              |                   |              |              |              |  |
|  |             | Andrej Martin           | 65                      | 6           | 6(1)        |  |  | 5            | Federico Delbonis | 6            | 2            |              |  |
|  |             | Bernabé Zapata Miralles | Bernabé Zapata Miralles | 4           | 1           |  |  | 13           | Yannick Hanfmann  | 1            | 1            | r            |  |
|  | 13          | Yannick Hanfmann        | Yannick Hanfmann        | 6           | 6           |  |  |              |                   |              |              |              |  |

### Sezione 7
|  | Primo turno | Primo turno        | Primo turno      | Primo turno | Primo turno |  |  | Ultimo turno | Ultimo turno     | Ultimo turno     | Ultimo turno | Ultimo turno |  |
|  |             |                    |                  |             |             |  |  |              |                  |                  |              |              |  |
|  | 7           | Marco Cecchinato   | Marco Cecchinato | 6           | 6           |  |  |              |                  |                  |              |              |  |
|  |             | Jason Jung         | Jason Jung       | 3           | 4           |  |  | 7            | Marco Cecchinato | Marco Cecchinato | 7            | 6            |  |
|  | WC          | Arthur Rinderknech | 3                | 6           | 3           |  |  | 12           | Federico Coria   | Federico Coria   | 62           | 2            |  |
|  | 12          | Federico Coria     | 6                | 3           | 6           |  |  |              |                  |                  |              |              |  |